# Ким, Юлий Черсанович

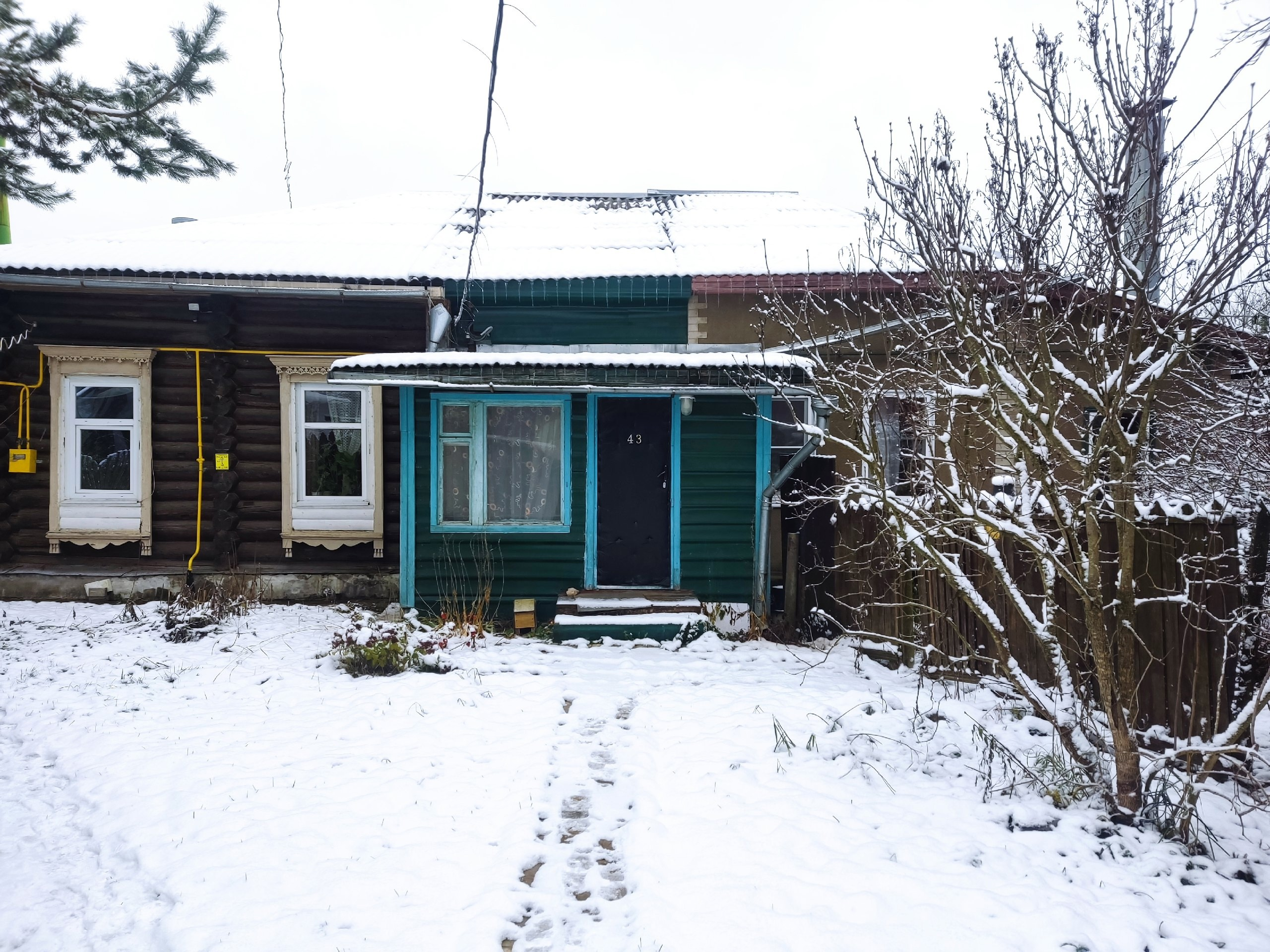
Дом в Малоярославце (ул. Ивановская, 43), где в 1949—1951 жил Ю. Ким

Ю́лий Черса́нович Ким (кор. 율리 킴, в 1960-х — 1980-х годах псевдоним — Юлий Михайлов; род. 23 декабря 1936, Москва) — советский, российский и израильский поэт, драматург.
Бард, участник диссидентского движения в СССР, лауреат литературных и музыкальных премий. Лауреат Государственной премии имени Булата Окуджавы (1999).

## Биография
Родился в семье переводчика с корейского языка Ким Чер Сана (1904—1938) и учительницы русского языка и литературы Нины Валентиновны Всесвятской (1907—1974).
Его прадед Василий Павлович Всесвятский служил настоятелем Угодско-Заводской церкви и лично крестил Георгия Жукова. В 1938 году его отец был расстрелян, мать отправлена в лагеря (до 1943 года), затем в ссылку до 1945 года. С 1938 по 1945 год Юлий Ким находился на попечении деда и бабушки по материнской линии — Валентина Васильевича Всесвятского и Елизаветы Осиповны Успенской, врачей, которые жили и работали в Наро-Фоминске. С 1945 по 1951 год с матерью и сестрой жил в Малоярославце, затем в Ташаузе (Туркменская ССР), откуда в 1954 году приехал в Москву.
Окончил историко-филологический факультет Московского государственного педагогического института (1959). Будучи студентом, начал писать песни на свои стихи (с 1956 года) и исполнять их, аккомпанируя себе на гитаре. До 1962 года по распределению работал в школе на Камчатке (посёлок Ильпырский Карагинского района). Уже в эти годы Ким стал писать и разыгрывать с учащимися авторские песенные композиции с интермедиями и вокальными сценами, в которых были все элементы мюзикла.
В 1962 году вернулся в Москву и до 1964 года работал в школе № 135, затем на полгода вновь уехал в Ильпырскую школу. Первые концерты Кима состоялись в Москве в начале 1960-х годов, молодой автор быстро вошёл в круг самых популярных бардов России. C 1965 по 1968 год преподавал литературу, историю и обществоведение в школе-интернате номер 18 при МГУ имени М. В. Ломоносова, откуда по требованию Московского ГК КПСС вынужден был уволиться в связи с участием в правозащитном движении. С тех пор начал жизнь свободного художника.
Претензии государственных органов к Киму были связаны с подписанием им ряда протестных заявлений против реставрации сталинизма в СССР, редактированием неподцензурного правозащитного бюллетеня «Хроника текущих событий», а также в сочинении сатирических песен на злобу дня, получивших широкое распространение наряду с песнями Александра Галича и Владимира Высоцкого. Сотрудники Комитета государственной безопасности предложили Киму воздержаться от концертной деятельности. При этом ему было сказано, что препятствовать его работе в театре и кино КГБ не будет. Ким должен был взять псевдоним (до 1985 года в титрах он обозначался как «Ю. Михайлов»). Так написание музыки и песен для театра и кино стало его основным профессиональным занятием. Концертная деятельность Кима возобновилась лишь в 1976 году.
В 1963 году выполнил первый профессиональный заказ: сочинил песню для фильма «Улица Ньютона, дом 1» («Ленфильм»). Затем последовали заказы от Мосфильма, от киностудии им. Горького, от киностудии им. Довженко. Широко известны его работы в фильмах «Бумбараш», «Обыкновенное чудо», 12 стульев, «Про Красную Шапочку» (в союзе с композиторами В. Дашкевичем, Г. Гладковым, А. Рыбниковым); в его фильмографии — свыше пятидесяти названий.
В 1968 году состоялась первая театральная работа Кима — семь песен (вместе с музыкой) для Калининского ТЮЗа (спектакль «Одной любовью меньше», реж. Р. Г. Виктюк), а в 1969 году — сразу две работы: семнадцать вокальных номеров для комедии Шекспира «Как вам это понравится» (театр на Малой Бронной, режиссёр П. Фоменко) и двадцать два вокальных номера для спектакля «Недоросль» (Саратовский ТЮЗ, режиссёр Л. Д. Эйдлин).
В 1967—1969 годах Ким подписывал многочисленные коллективные письма с требованиями соблюдения прав человека, адресованные властям. Вместе со своим тестем П. Якиром и И. Габаем он был соавтором обращения «К деятелям науки, культуры и искусства» (январь 1968 года) о преследованиях инакомыслящих в СССР. Проходил в оперативных сводках КГБ под кодовым именем «Гитарист». К этому же периоду относится и ряд песен Кима, тематически связанных с «диссидентскими» сюжетами: суды, обыски, слежка и тому подобное.
Некоторыми источниками ошибочно утверждается, что в марте 1968 года Ким вместе с Александром Галичем, Владимиром Бережковым и другими бардами участвовал в Фестивале авторской песни, организованном клубом «Под интегралом». Однако Ким в этом фестивале участия не принимал — на это время был запланирован его концерт в Политехническом музее в Москве (который не состоялся) — но прислал приветственную телеграмму Фестивалю.
Большинство песен Кима написаны на собственную музыку, в то же время многие были написаны в соавторстве с такими композиторами, как Геннадий Гладков, Владимир Дашкевич, Алексей Рыбников.
В 1970—1971 годах принимал участие в работе по подготовке «Хроники текущих событий» (некоторые её выпуски этого периода практически полностью отредактированы им), затем отошёл от активной правозащитной деятельности.
В 1974 году начал писать собственные пьесы. В этом же году стал членом профессионального комитета московских драматургов, а в 1975 году представил Театру Советской армии свою первую пьесу — «Иван-солдат». Всего им было написано свыше тридцати драматических произведений, большинство из которых поставлены в различных театрах России.
В 1985 году, с началом перестройки, исполнил главную роль в спектакле по своей пьесе «Ной и его сыновья», отказался от использования псевдонима и начал публиковаться под собственным именем, которое появляется и в титрах кинофильмов. В 1987 году вышла (записанная на фирме грамзаписи «Мелодия» годом ранее) первая пластинка с его песнями — «Рыба-кит» с аккомпанементом тогда ещё малоизвестного Михаила Щербакова.
Песенная пьеса-композиция «Московские кухни» (1991) стала своеобразной вехой темы диссидентства в творчестве Кима.
Дискография Юлия Кима насчитывает более ста дисков, аудио- и видеокассет с записями песен. Его песни вошли во все антологии авторской песни, а также во многие поэтические антологии современной русской поэзии, в числе которых «Строфы века» (составитель Евгений Евтушенко, 1994).
Член Союза кинематографистов (1987), Союза писателей (1991), ПЕН-клуба (1997). Автор около пятисот песен (многие из них звучат в кинофильмах и спектаклях), трёх десятков пьес и десятка книг.
Лауреат премии «Золотой Остап» (1998). Лауреат российской госпремии имени Булата Окуджавы (2000). В 2015 году решением жюри общества поощрения русской поэзии Киму была присуждена национальная премия «Поэт».
В 2002 году Ким перевёл на русский язык мюзикл «Нотр-Дам де Пари», он же является автором либретто русской версии этого знаменитого спектакля и большинства песен. Позже на сцене Театра оперетты в Москве были поставлены мюзиклы «Монте-Кристо», «Граф Орлов», «Анна Каренина», автором либретто которых является Ким.
С 1998 года живёт попеременно в Иерусалиме и Москве. Член редколлегии «Иерусалимского журнала», участник и один из организаторов проекта «Иерусалимский альбом».

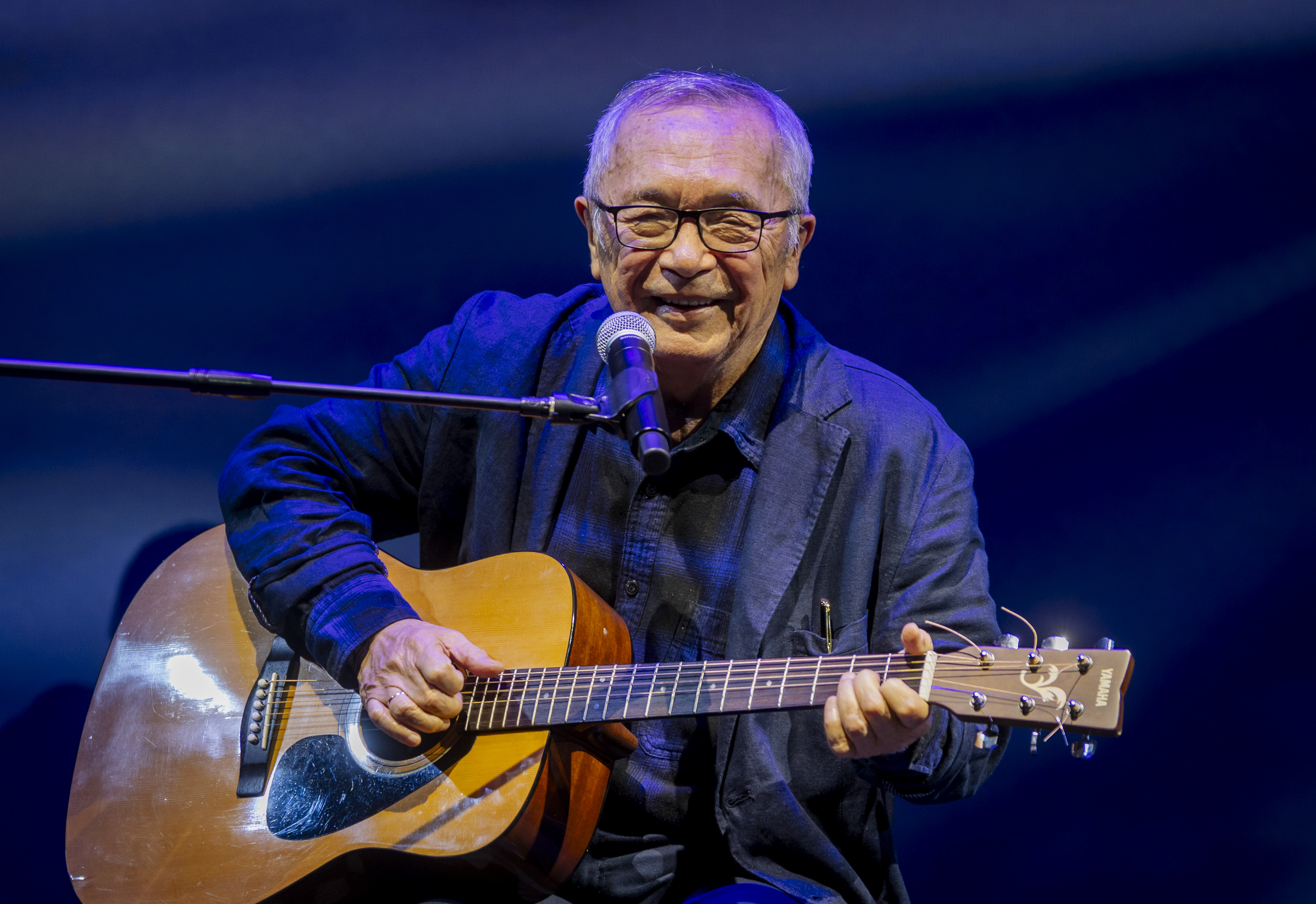
Выступление в театре «Гешер», 2024

7 марта 2008 года Ким вместе с другими бардами участвовал в Фестивале авторской песни «Снова „Под интегралом“ — 40 лет спустя», посвящённом возрождению клуба «Под интегралом» и сорокалетию фестиваля 1968 года.
В 2008 году Юлий Ким стал героем программы «Линия жизни» на телеканале Культура.
В 2010 году написал стихи на музыку П. Чайковского к полнометражному мультфильму Гарри Бардина «Гадкий утёнок» (по Х. К. Андерсену).
Во время самоизоляции 2020 года Юлий Черсанович в рамках трансляций клуба авторской песни «Тамза» дал полуторачасовой концерт. В этот же период состоялась серия его домашних концертов в Израиле, представленных на платформе «YouTube», во время которых бард не только пел, но и рассказывал истории из личной жизни.
В декабре 2021 года поэт стал гостем передачи «Дифирамб», выходящей на радио «Эхо Москвы», а в конце месяца состоялся юбилейный вечер барда в честь его 85-летия «Букет из разнотравья», прошедший в Московском Доме музыки.

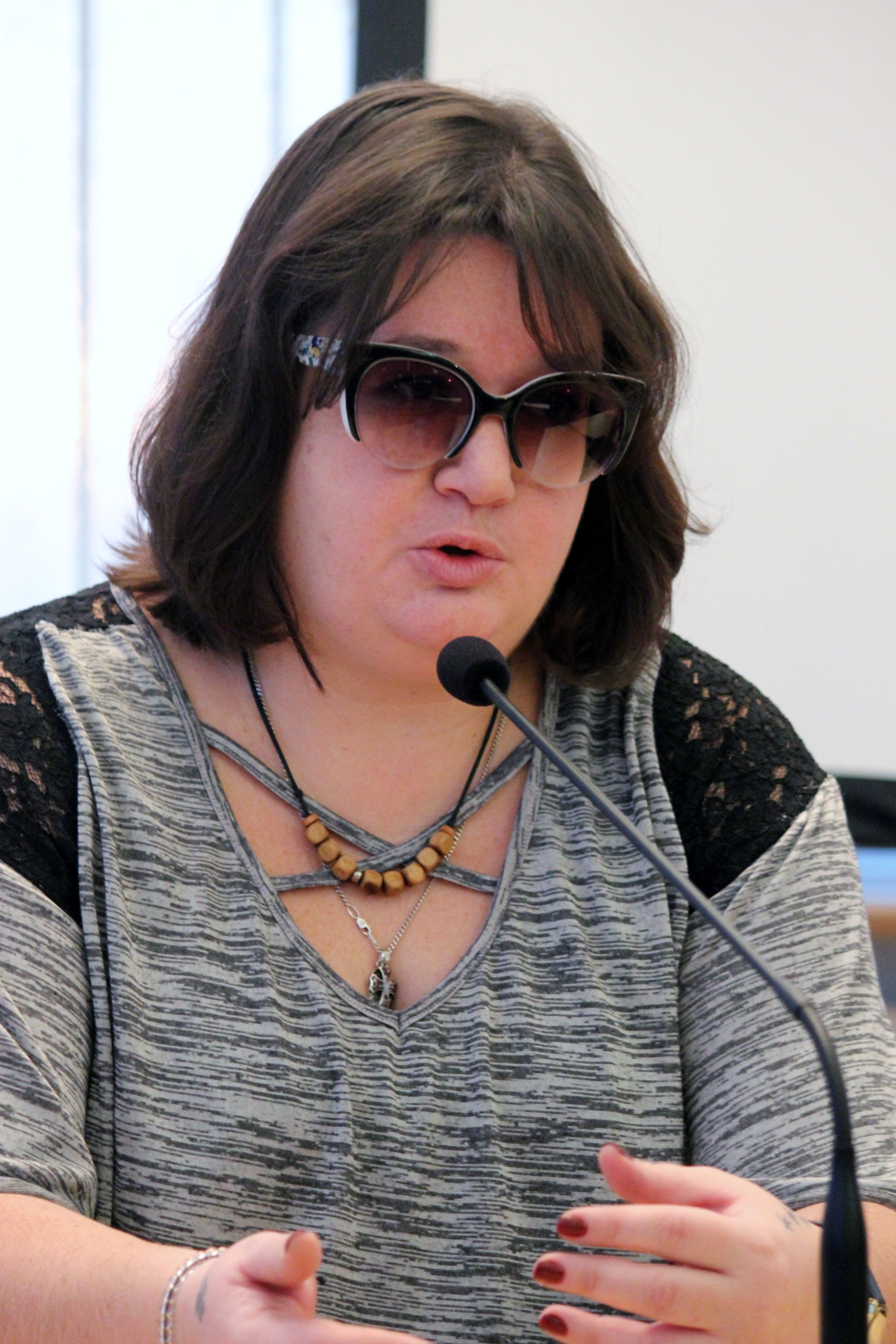
Дочь Наталия (2018)

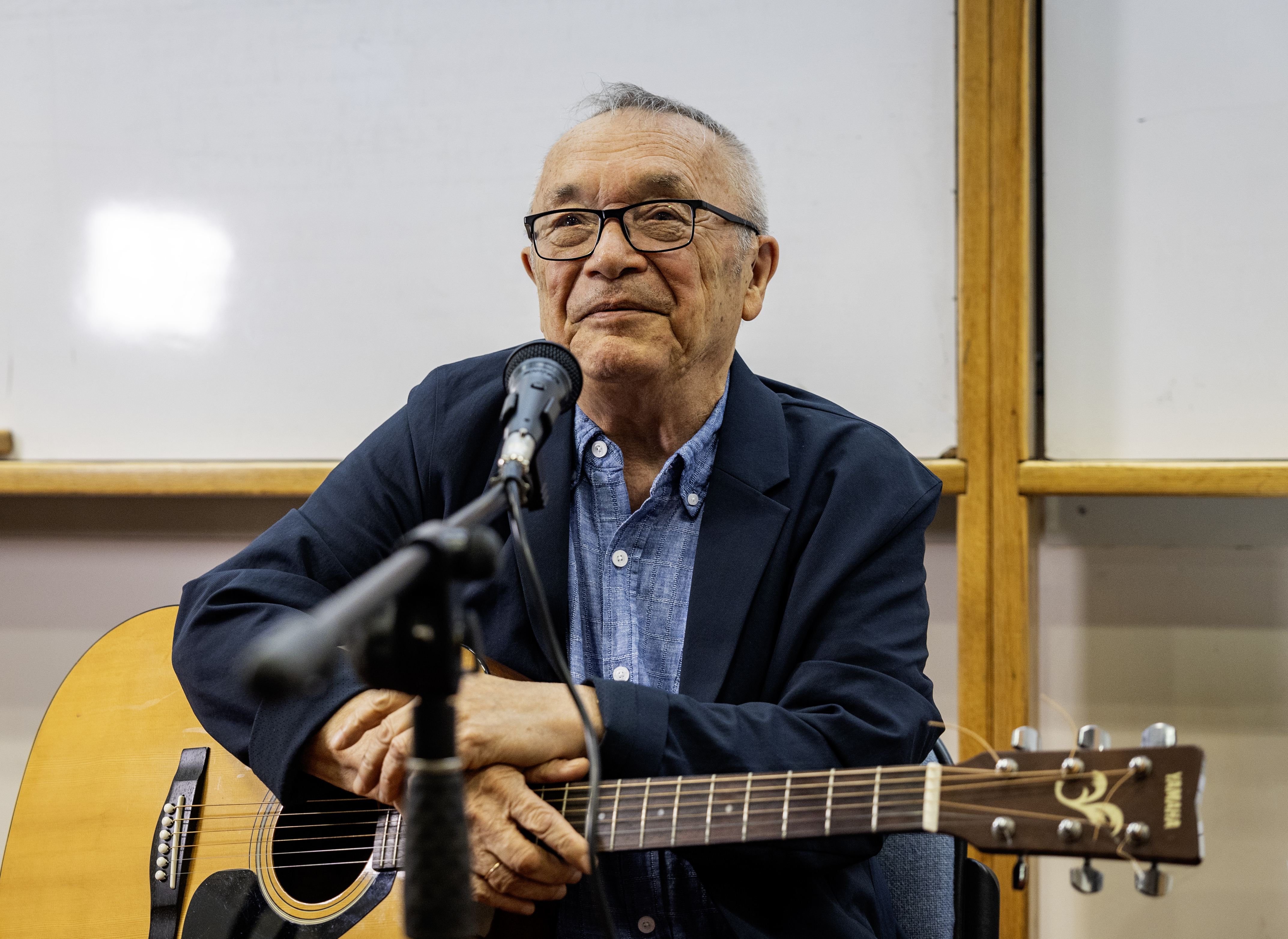
Юлий Ким на выступлении в институте Вайцмана. Реховот. 2025

### Семья
- Сестра — Алина Черсановна Ким (1933—2008), в 1957 году окончила 2-й Московский мединститут, кандидат медицинских наук[18][19]
- Племянник — Марат Ким (род. 1959), кинорежиссёр, дизайнер, иллюстратор. Окончил филологический факультет МГПИ им. Ленина и художественный факультет Московского полиграфического института.
- Жена, с 1966 года — Ирина Петровна Якир (1948—1999) — дочь участника правозащитного движения Петра Якира, внучка Ионы Якира.
  - Дочь — Наталия (род. в 1973), редактор, журналист.
    - Трое внуков.
- Жена — Лидия Михайловна Луговая (род. в 1947).

## Общественная позиция
В 1996 и 2003 году был среди деятелей культуры и науки, призвавших российские власти остановить войну в Чечне и перейти к переговорному процессу.
В 2001 году подписал письмо в защиту телеканала НТВ. Поддерживал партию «Яблоко».
В сентябре 2014 года написал сатирическую песню «Марш пятой колонны», в которой автором осуждается война на Украине.

И всплыло в одночасье забытое давно

Немыслимое счастье быть с властью заодно.

Бери, начальник, шире, врежь Киеву под дых —

Чтоб видели чужие, как наши бьют своих!

Позже написал другую песню на ту же тематику:

Я с Украиной не воюю,

я отношений с ней не рвал,

как я ей пел, так и пою я,

так i співаю, як співав…

## Творчество

### Книги
- 1989 — Я клоун (Дания)
- Волшебный сон. — М.: Советский писатель, 1990.
- Летучий ковёр. — М.: Киноцентр, 1990.
- Творческий вечер. — М.: Книжная палата, 1990.
- 1998 — На собственный мотив
- 1999 — Собрание пёстрых глав. В 2 тт.
- 1999 — Мозаика жизни. — М.: Эксмо.
- 2000 — Путешествие к маяку. (Израиль)
- 2003 — Моя матушка Россия
- 2004 — Однажды Михайлов. — М.: Время.
- Своим путём. (Израиль)
- Не покидай меня, весна. — Екатеринбург: У-Фактория, 2004.
- 2006 — Букет из разнотравья. — М.: Зебра.
- 2006 — После дождичка в четверг
- 2007 — О нашей маме Нине Всесвятской, учительнице
- 2013 — Светло, синё, разнообразно. Стихи и песни.
- 2016 — И я там был
- 2023 — Этапы пути. — М.: Russian Chess House

### Драматургия
- 1968 — Одной любовью меньше (Калининский ТЮЗ, вокальные номера)
- 1968 — Как вам это понравится (Драм. театр на М. Бронной, вокальные номера)
- 1969 — Недоросль (Саратовский ТЮЗ, вокальные номера)
- 1971 — Бумбараш (Рижский ТЮЗ, инсценировка)
- 1972 — Дума о Британке (Театр им. Маяковского, инсценировка)
- 1972 — Чинчрака (Ц.Дет.театр, вокальные номера)
- 1973 — Тиль (Ленком, вокальные номера)
- 1974 — Май не упусти (Ц.Дет.театр, вокальные номера)
- 1975 — Альпийская баллада (ЦДТ, тексты песен)
- 1975 — Иван-солдат[28] (ЦТСА)
- 1975 — Странствия Били Пилигрима (ЦТСА, инсценировка)
- 1976 — Комическая фантазия (ЦТСА, тексты песен)
- 1976 — Пеппи Длинный Чулок (Театр Сатиры, инсценировка)
- 1977 — Фламандская легенда (Поющие гитары, либретто)
- 1978 — Мизантроп (Театр Комедии, тексты песен)
- 1979 — Когда мы отдыхали (Театр Миниатюр, тексты песен)
- 1979 — Иван-царевич (Театр Маяковского, пьеса)
- 1981 — Остановите музыку (Кемеровский театр кукол, песни)
- 1983 — Барменша из дискотеки (БДТ, тексты песен)
- 1983 — Принцесса и эхо (Театр Образцова, тексты песен)
- 1983 — Старший сын (Театр Станисл.и Немир-Данченко, либретто)
- 1983 — Суд над судьями (Театр Моссовета, тексты песен)
- 1985 — Ной и его сыновья (Др.т-р им Станиславского, пьеса)
- 1986 — Не покидай меня, весна (Театр «3-е направление», вокальные номера)
- 1987 — Волшебный сон (Театр Маяковского, пьеса)
- 1987 — Клоп (Театр «3-е направление», фолк-опера, либретто)
- 1988 — Московские кухни (Театр «3-е направление», пьеса)
- 1989 — Любовь до гроба (Театр «3-е направление», вокальные номера)
- 1991 — Сказка Арденского леса (Театр Комедии, пьеса)
- 1991 — Кто Царевну поцелует (ТЮЗ, пьеса)
- 1991 — Сватовство по-московски (Театр Бенефис, либретто)
- 1991 — Где орех Кракатук (Театр «Бенефис», пьеса)
- 1991 — Голый Король (Театр «Бенефис», либретто)
- 1991 — Обыкновенное чудо (Антреприза, либретто)
- 1991 — Однажды в Одессе (Антреприза, либретто)
- 1991 — Зойкина квартира (Красноярск, Муз театр либретто)
- 1991 — 12 стульев (Минск, Драмтеатр, либретто)
- 1991 — Хоакин Мурьета (Театр Рыбникова, либретто)
- 1991 — Фанфан Тюльпан (Театр «У Никитских ворот», пьеса)
- 1991 — Юбилейная речь (Театр «3-е направление», опера)
- 1991 — Самая лёгкая лодка в мире (РАМТ, инсценировка)
- 1991 — Самолёт Вани Чонкина (Норильск, Театр им. Маяковского, инсценировка)
- 1991 — Безразмерное Ким-танго (Театр «Эрмитаж», музыкальная композиция)
- 1991 — Капнист: туда и обратно (Театр «Эрмитаж», пьеса)
- 1991 — Амуры в снегу (Театр им. Маяковского, либретто)
- 1991 — Приключения Красной Шапочки (Театр им Маяковского, пьеса)
- 1991 — Русалочка или радуга над морем (Уч. театр ГИТИС, либретто)
- 2009 — Сказки Арденнского леса (Мастерская Петра Фоменко, автор песен)

### Фильмография
Песни Кима прозвучали в 50 фильмах, среди которых:
- 1963 — Улица Ньютона, дом 1 (автор текста песен, актёр)
- 1969 — У озера
- 1971 — Бумбараш
- 1972 — Точка, точка, запятая…
- 1974 — Засекреченный город
- 1974 — Рассказы о Кешке и его друзьях
- 1974 — Северный вариант
- 1975 — Маяковский смеётся
- 1975 — Что с тобой происходит?
- 1976 — 12 стульев
- 1977 — Про Красную Шапочку
- 1977 — Усатый нянь
- 1978 — Красавец-мужчина
- 1978 — Короли и капуста
- 1978 — Пять вечеров
- 1978 — Ярославна, королева Франции
- 1978 — Обыкновенное чудо
- 1979 — Голубой карбункул
- 1979 — Капитан Соври-голова
- 1979 — Очень синяя борода
- 1979 — Сватовство гусара
- 1980 — Мнимый больной
- 1980 — Дульсинея Тобосская
- 1981 — Вакансия
- 1982 — Дом, который построил Свифт
- 1982 — Сказка странствий
- 1982 — Там, на неведомых дорожках…
- 1984 — Пеппи Длинныйчулок
- 1984 — Формула любви
- 1984 — Рассмешите клоуна
- 1985 — После дождичка в четверг (автор сценария и текста песен, актёр)
- 1987 — Человек с бульвара Капуцинов
- 1988 — Раз, два — горе не беда! (автор сценария и текста песен, актёр)
- 1988 — Собачье сердце
- 1988 — Убить дракона
- 1991 — Тень, или Может быть, всё обойдётся
- 2002 — Лекарь поневоле (автор музыки и текста песен)
- 2010 — Гадкий утёнок

## Награды и премии
- 1978 — лауреат фестиваля «Песня-78 » (Песенка Красной Шапочки)
- 1998 — лауреат премии «Золотой Остап»
- 1999 — лауреат Государственной премии имени Булата Окуджавы[29][30]
- 2001 — медаль «Защитнику свободной России» — «За исполнение гражданского долга при защите демократии и конституционного строя 19—21 августа 1991 года»[31]
- 2003 — лауреат Царскосельской художественной премии
- 2007 — лауреат литературно-музыкальной премии «Признание-2006» в номинации «Бард года», учреждённой Сибирским фондом по увековечиванию памяти Владимира Высоцкого
- 2007 — лауреат Национальной премии «Музыкальное сердце театра» в номинации «Лучший текст песен (автор / перевод)»
- 2008 — Гранд-премия «КиноВатсон»[32].
- 2009 — обладатель «Бард-Оскара» (Казанский международный фестиваль)
- 2015 — лауреат премии «Поэт»[33]
- 2015 — обладатель премии Юрия Штерна[34]
- 2016 — лауреат премии Московской Хельсинкской группы в области защиты прав человека — «За защиту прав человека средствами культуры и искусства»[35]